# Uropterygius makatei
Uropterygius makatei és una espècie de peix de la família dels murènids i de l'ordre dels anguil·liformes.

## Morfologia
Els mascles poden assolir els 23 cm de longitud total.

## Distribució geogràfica
Es troba a Nova Caledònia i a la Polinèsia Francesa.